# Werner Doetsch
Werner Doetsch (* 16. Juni 1926 in Vallendar; † 10. Januar 1992) war ein deutscher Jurist und Verbandsfunktionär. Er war von 1975 bis 1992 Vorstandsvorsitzender des Verbands Deutscher Rentenversicherungsträger.

## Leben
Der 1926 in Vallendar bei Koblenz geborene Werner Doetsch studierte von 1946 bis 1949 Rechtswissenschaft. Im April 1952 verteidigte er seine Dissertation Erscheinungsformen und Strafzumessung bei den Unzuchtsdelikten <§§ 175–177 StGB> an der Universität Freiburg im Breisgau an der Rechts- und Staatswissenschaftlichen Fakultät und legte anschließend das Assessorexamen ab.
1953 trat er eine Stelle bei der Bundesvereinigung der Deutschen Arbeitgeberverbände (BDA) in Köln an. 1967 wurde er dort zum Leiter der Abteilung „Soziale Sicherung“ berufen, ehe er 1974 zum stellvertretenden Hauptgeschäftsführer der BDA ernannt wurde.
So war er bis zu seinem Ausscheiden im September 1991 maßgeblich an den Entscheidungen der sozialpolitischen Spitzenorganisation der Arbeitgeber in Köln beteiligt.
Er war außerdem von 1975 bis zu seinem Tod 1992 (alternierender) Vorsitzender des Vorstandes des von Frankfurt am Main aus agierenden Verbands Deutscher Rentenversicherungsträger (VDR) und Vorstandsmitglied der in Berlin ansässigen Bundesversicherungsanstalt für Angestellte (BfA).
Doetsch hat in verschiedenen Sachverständigen-Kommissionen mitgewirkt, gehörte lange Jahre zu den Vertretern der Konzertierten Aktion im Gesundheitswesen (KAiG), war Mitglied im Verwaltungsrat des Industrie-Pensions-Vereins (IPV) in Köln und beriet die Arbeitsgemeinschaft für Gemeinschaftsaufgaben der Krankenversicherung (seit 2008: Medizinischer Dienst des Spitzenverbandes Bund der Krankenkassen) in Essen.
In Anerkennung seines haupt- und ehrenamtlichen sozial- und gesundheitspolitischen Engagements und damit einhergehender Mitgestaltung der Solidargemeinschaft wurde er 1981 und 1991 vom jeweiligen Bundespräsidenten mit dem Bundesverdienstkreuz geehrt.
Der mit seiner Frau in Köln-Marienburg am Rheinufer wohnende Vater dreier in den 1950er Jahren geborener Kinder starb 1992 im Alter von 65 Jahren.

## Auszeichnungen
- 1981: Verdienstkreuz Erster Klasse des Verdienstordens der Bundesrepublik Deutschland
- 1986: Großes Verdienstkreuz des Verdienstordens der Bundesrepublik Deutschland
- 1991: Großes Verdienstkreuz mit Stern des Verdienstordens der Bundesrepublik Deutschland

## Schriften und Herausgaben (Auswahl)
Angegeben ist die jeweils erste nachgewiesene Auflage.
- Das Recht der Sozialversicherung. Grundwerk. Luchterhand, Neuwied am Rhein 1955.
- (mit Gustav Oberwinster und Otfried Gotzen:) Die Rentenreform. Das neue Leistungs- und Beitragsrecht der Rentenversicherungen für Arbeiter und Angestellte (mit Berechnungsbeispielen). 3., durchgesehene Auflage. H. Luchterhand, Berlin-Frohnau/Neuwied am Rhein 1957.
- (mit Otfried Gotzen:) Das Arbeiterkrankheitsgesetz. Gesetz zur Verbesserung der wirtschaftlichen Sicherung der Arbeiter im Krankheitsfalle vom 26. Juni 1957 unter Berücksichtigung des Gesetzes zur Änderung und Ergänzung des Gesetzes zur Verbesserung der wirtschaftlichen Sicherung der Arbeiter im Krankheitsfalle vom 12. Juli 1961. Kommentar. Luchterhand, Neuwied am Rhein/Berlin-Spandau 1961.
- (mit Otfried Gotzen:) Kommentar zur Unfallversicherung. Nach dem Unfallversicherungs-Neuregelungsgesetz vom 30. April 1963. H. Luchterhand, Berlin-Spandau/Neuwied am Rhein 1963.
- (mit Fritz Schnabel:) Gesetz über technische Arbeitsmittel (Maschinenschutzgesetz, Bundesgesetzblatt Teil 1, S. 717) vom 24. Juni 1968. Mit Nebenbestimmungen. Heider, Bergisch Gladbach 1968.
- (mit Fritz Schnabel und Jürgen Paulsdorff:) Gesetz über die Fortzahlung des Arbeitsentgelts im Krankheitsfalle (Lohnfortzahlungsgesetz) vom 27. Juli 1969 (Bundesgesetzblatt Teil I, S. 946). Mit den Änderungen des Rechts der gesetzlichen Krankenversicherung und anderer Bestimmungen. 2., erweiterte Auflage. Heider, Bergisch Gladbach 1969.
- (mit Fritz Schnabel:) Das neue Meldeverfahren der Betriebe zur Sozialversicherung. Leitfaden. Heider, Bergisch Gladbach 1972.
- (mit Eberhard Böckel und Karlheinz Bürger:) Das Recht der Sozialversicherung. Ergänzbares Handbuch für die betriebliche Praxis. Loseblattwerk, Luchterhand, Neuwied am Rhein 1974.
- (mit Fritz Schnabel:) Gesetz über Betriebsärzte, Sicherheitsingenieure und andere Fachkräfte für Arbeitssicherheit (Arbeitssicherheitsgesetz) vom 12. Dezember 1973 (Bundesgesetzblatt Teil I, S. 1885). Heider, Bergisch Gladbach 1974 (ohne ISBN, 2. Auflage 1980 mit Zusatz: geändert durch Gesetz vom 12. April 1976 (BGBl. I, S. 965) ISBN 3-87314-110-8).
- Handbuch zum Sozialrecht. HzS. Sozialrechte in der Praxis. Loseblattwerk, Luchterhand, Köln ab 1975.
- (mit Hanns-Peter Ortlepp:) Das Sozialgerichtsverfahren. Grundriss für die ehrenamtlichen Richter. Mit Text des Sozialgerichtsgesetzes. Heider, Bergisch Gladbach 1976, ISBN 3-87314-070-5 (ab 5., von Claus Berenz überarbeiteter, Auflage ISBN 3-87314-280-5).
- (mit Werner Hennig:) Personalmanagement in der Praxis: Lohnbüro – Sozialrecht. Loseblattwerk, Luchterhand, Neuwied ab 1979.
- (mit Alfred Schmidt:) Die Entwicklung der Rentenversicherung und der volkswirtschaftlichen Rahmenbedingungen bei Beibehaltung des geltenden Rechts und die Auswirkungen der von der Kommission vorgeschlagenen Maßnahmen (Kurzfassung). Verband Deutscher Rentenversicherungsträger, Frankfurt am Main 1987.
- Diverse Artikel in Fachzeitschriften, vornehmlich in: Arbeit und Sozialpolitik. Zeitschrift für das gesamte Gesundheitswesen.